# Furness Abbey
Furness Abbey (St. Mary of Furness) ist eine ehemalige Zisterzienserabtei in England. Die Ruine des Klosters liegt am Rand der Stadt Barrow-in-Furness in der heutigen Grafschaft Cumbria, zwischen Barrow und Dalton-in-Furness östlich der Straße A 590.

## Geschichte
Das Kloster wurde im Jahr 1124 in Ashton-on-Ribble einem Vorort von Preston vom späteren König Stephan, der auch Graf von Boulogne war, als Kloster der Kongregation von Savigny gestiftet, aber schon 1127 in den Wald von Furness verlegt. Von Furness wurden Swineshead Abbey, Rushen Abbey auf der Insel Man, Byland Abbey, Calder Abbey und Inch Abbey im heutigen Nordirland besiedelt. Mit der Kongregation von Savigny schloss es sich 1147 dem Zisterzienserorden an. Das Kloster gehörte somit der Filiation der Primarabtei Clairvaux an. Nach dem Eintritt in den Zisterzienserorden wurden ihm, vielfach in der Folge der Verschwörung von Mellifont, verschiedene Zisterzienserklöster in Irland, darunter Abington Abbey (möglicherweise Tochterkloster von Furness), Fermoy Abbey, Inislounaght Abbey und Corcomroe Abbey unterstellt. Es soll nach Fountains Abbey das wohlhabendste Zisterzienserkloster in England gewesen sein, ließ einen Hafen auf Walney Island ausbauen, um seinen Woll- und Eisenhandel zu fördern, eine Burg in Piel errichten und übte die Gerichtsbarkeit in Dalton-in-Furness aus. Die Namen von 32 Äbten des Klosters sind überliefert. 1535 wurde die Abtei auf ein Jahreseinkommen von 805 Pfund geschätzt. Im Jahr 1537 wurde das Kloster, wohl auch wegen seiner Opposition gegen König Heinrich VIII., von der Krone eingezogen und Thomas Cromwell verliehen. Noch im 16. Jahrhundert ließ John Preston als Eigentümer der Anlage ein Herrenhaus errichten, das im 19. Jahrhundert durch ein Hotel und später durch die Abbey Tavern ersetzt wurde. Mit dem Wachstum von Barrow rückte die Stadt an die Anlage heran. Die Klosteranlage blieb ruinös mit Ausnahme des Südflügels der Klausur in weiten Teilen erhalten. Die Ruinen wurden von William Wordsworth im Jahr 1805 besungen. Im Jahr 1923 verkaufte Lord Richard Cavendish die Anlage an das Office of Works (später Department of the Environment, jetzt von English Heritage betreut).

## Anlage und Bauten
Die Anlage ist aus lokalem rotem Sandstein errichtet. Die große Kirche (Langhaus mit 10 Jochen, Querhaus mit drei Seitenkapellen auf beiden Seiten im Osten, rechteckiger Chor) liegt im Norden der Anlage. Im Westen war ein großer Turm vorgesehen, der aber unvollendet geblieben ist. Von den Säulen des Schiffs sind nur die Basen erhalten. Vierung und Querschiffe sind dagegen nahezu vollständig erhalten. Die Klausur liegt südlich (rechts) von der Kirche und hat einen ungewöhnlich langen Ostflügel, dessen Ruinen weitgehend erhalten sind, während vom Westflügel nur noch Grundmauern vorhanden sind.